# UHT

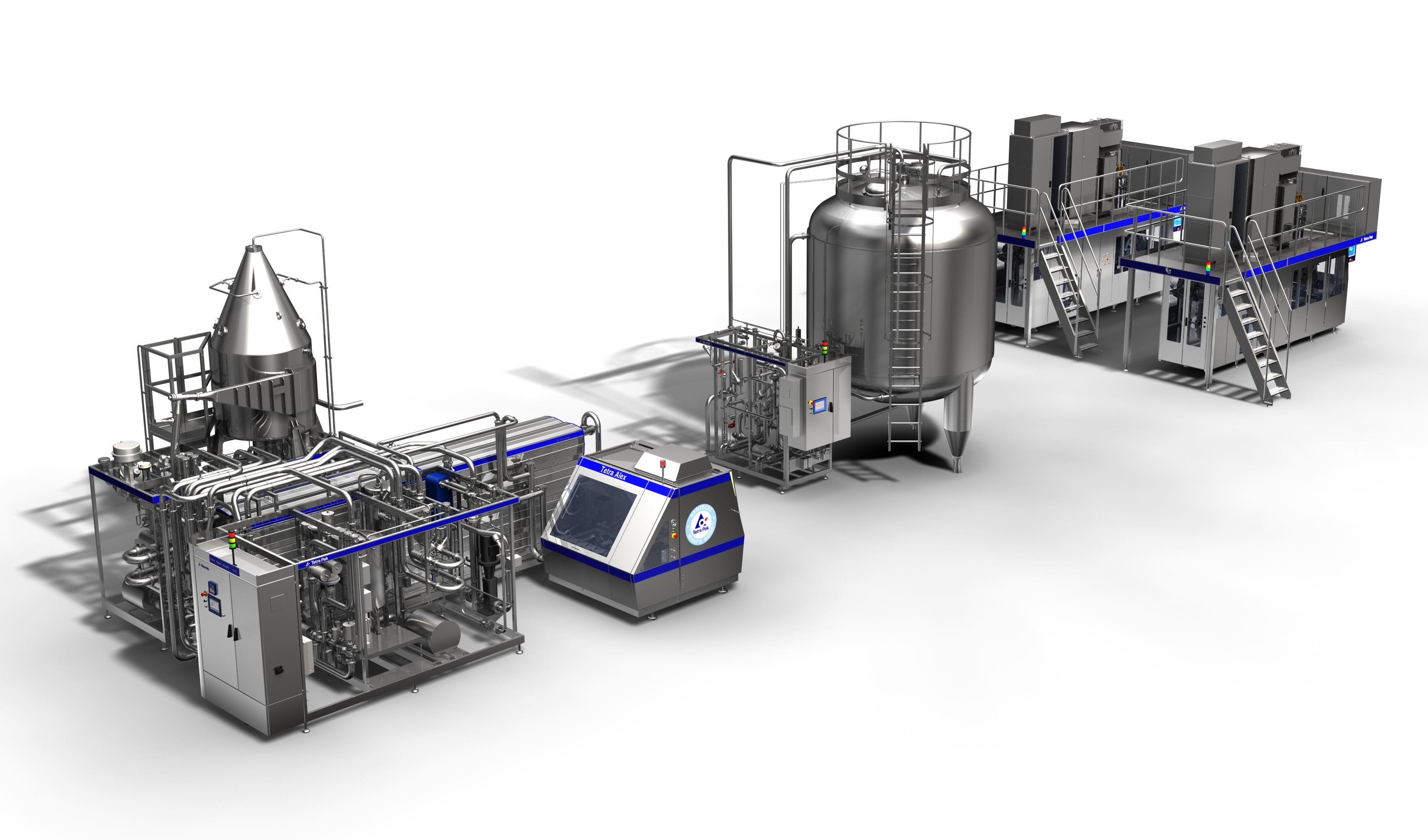
Linia do procesu UHT

UHT (ang. Ultra-high temperature processing) – sterylizacja produktów żywnościowych, polegająca na błyskawicznym, trwającym 2–10 sekund, podgrzaniu do temperatury ponad 100 °C (135–150 °C dla mleka) i równie błyskawicznym ochłodzeniu do temperatury pokojowej. Taka sterylizacja zabija florę bakteryjną, nie zmieniając wyraźnie walorów smakowych produktu.
Przy sterylizacji UHT niszczona jest jednak część wartościowych składników mleka, m.in. częściowej denaturacji ulegają białka serwatkowe, rozkładowi ulega 5-10% witamin, a laktoza ulega przekształceniu w laktulozę.
Proces stosowany był początkowo w mleczarstwie, obecnie stosuje się go w pełnej gamie produktów pakowanych aseptycznie systemem Tetra Pak.
Odmianą UHT jest sterylizacja błyskawiczna mleka, która polega na ogrzaniu mleka do temperatury 130-160 °C, w ciągu 1 sekundy, wprowadzoną bezpośrednio do mleka przegrzaną parą wodną, a następnie szybkim schłodzeniu.